# Dante XXI
《Dante XXI》는 2006년 SPV 레코드를 통해 발매된 브라질의 헤비 메탈 밴드 세풀투라의 열 번째 스튜디오 음반이다. 이 음반은 단테 알리기에리의 《신곡》인 《지옥》, 《연옥》, 《낙원》의 세 부분을 기반으로 한 콘셉트 음반이다. 이 음반은 이고르 카발레라가 드럼으로 참여한 마지막 음반이다.

## 배경
《Dante XXI》는 원래 《Dante 05》라고 제목이 붙여졌지만 2005년 말까지 음반이 발매되지 않을 것이라는 것이 확실해지자 변경되었다. 음반의 첫 번째 싱글은 〈Convicted in Life〉였다. 이 곡의 비디오는 2006년에 발매되었고, 그 해 MTV VMB 최우수 비디오 편집상을 수상했다. 2008년 1월에 이 밴드는 〈Ostia〉라는 곡의 뮤직비디오를 발표했다. 커버 아트는 밴드가 《신곡》을 바탕으로 한 10개의 그림을 제작하도록 의뢰한 스테판 도이치노프가 맡았다.

## 반응
| 전문가 평가                   | 전문가 평가 |
| 평가 점수                     | 평가 점수   |
| 출처                          | 점수        |
| ----------------------------- | ----------- |
| About.com                     | [ 1 ]       |
| AllMusic                      | [ 3 ]       |
| Alternative Press             | [ 4 ]       |
| Blabbermouth.net              | (7/10)      |
| Brave Words & Bloody Knuckles | (8.5/10)    |
| Metal Storm                   | (8.5/10)    |
| Stylus Magazine               | C−          |

많은 비평가들은 그것이 지금까지 최고의 데릭 그린 시대의 세풀투라 음반이라고 말했다. About.com의 채드 보와르는 그 음반의 강렬함에 대해 칭찬했고 그것이 "풀 블라스트"를 했다고 논평했다. 그는 또한 그 음반의 전반적인 콘셉트뿐만 아니라 그린의 보컬 연주를 강조했다. 올뮤직의 스티브 휴이는 세풀투라를 "메탈 팩으로부터 돋보이게" 만드는 많은 요소들이 아직도 이 음반에 있으며, 이것은 그린이 보컬을 맡은 세풀투라의 가장 강력한 발매들 중 하나라고 언급했다.

## 곡 목록
모든 곡들은 특별한 언급이 없는 한 안드레아스 키세르, 데릭 그린 그리고 이고르 카발레라에 의해 작사/작곡하였다.
| #   | 제목                              | 작사·작곡                             | 재생 시간 |
| --- | --------------------------------- | ------------------------------------- | --------- |
| 1.  | 〈Lost (Intro) (기악)〉           |                                       | 0:59      |
| 2.  | 〈Dark Wood of Error〉            |                                       | 2:18      |
| 3.  | 〈Convicted in Life〉             |                                       | 3:09      |
| 4.  | 〈City of Dis〉                   |                                       | 3:27      |
| 5.  | 〈False〉                         |                                       | 3:34      |
| 6.  | 〈Fighting On〉                   |                                       | 4:29      |
| 7.  | 〈Limbo (Intro) (기악)〉          |                                       | 0:44      |
| 8.  | 〈Ostia〉                         |                                       | 3:07      |
| 9.  | 〈Buried Words〉                  |                                       | 2:35      |
| 10. | 〈Nuclear Seven〉                 |                                       | 3:44      |
| 11. | 〈Repeating the Horror〉          |                                       | 3:11      |
| 12. | 〈Eunoé (Intro) (기악)〉          |                                       | 0:13      |
| 13. | 〈Crown and Miter〉               | 키세르, 그린, 카발레라, 파울로 주니어 | 2:12      |
| 14. | 〈Primium Mobile (Intro) (기악)〉 |                                       | 0:29      |
| 15. | 〈Still Flame〉                   | 키세르, 앙드레 모라에스               | 4:51      |